# Rover 6
La Rover 6 è un'autovettura prodotta dalla Rover dal 1906 al 1912. Fu il secondo modello prodotto dalla casa automobilistica britannica.

## Contesto
Il primo modello costruito dalla Rover in assoluto, la Rover 8, venne commercializzata quasi contemporaneamente con la Rover 6. La Rover 8 aveva un telaio portante inusuale, che era costituito dal carter, dal retrotreno e dagli alloggiamenti del cambio e dell'albero di trasmissione. Sulla Rover 6 venne previsto invece un telaio più convenzionale, fatto in legno e rinforzato con acciaio, che comprendeva molle a balestra semiellittiche e sospensioni ad assale rigido sulle quattro ruote.
Il motore, monocilindrico ed a valvole laterali, aveva l'alesaggio di 95 mm e la corsa di 110 mm, che portavano la cilindrata totale a 780 cm³. Era raffreddato ad acqua. Nel 1908 l'alesaggio fu aumentato a 97 mm, con conseguente aumento della cilindrata a 812 cm³. Ciò fu fatto per mettere in produzione una nuova gamma di modelli con motore a quattro cilindri. La trazione era posteriore, e la potenza e la coppia era trasmessa alle ruote posteriori attraverso ad un cambio a tre marce che era connesso ad un albero di trasmissione.
Nel 1910 una Rover 6 completa a due posti e con protezione contro gli agenti atmosferici costava 155 sterline, ma i primi esemplari erano in commercio a 105 sterline, ed infatti erano conosciuti come "hundred guinea car" (in inglese, “un'auto da cento ghinee”).